# Frederik Schmahl
Julius Frederik Schmahl (* 21. Dezember 2002 in Berlin) ist ein deutscher Fußballspieler. Er steht bei der SV Elversberg unter Vertrag.

## Karriere

### Verein
Frederik Schmahl durchlief nach ersten fußballerischen Schritten beim Grünauer BC 1917 die Nachwuchsabteilung des 1. FC Union Berlin bis zur A-Jugend. Nachdem die A-Junioren-Bundesliga 2019/20 wegen der COVID-19-Pandemie abgebrochen wurde, wechselte er zu seiner letzten Juniorenspielzeit ins Nachwuchsleistungszentrum des Energie Cottbus. Dort absolvierte er auch erste Testspiele für die Regionalligamannschaft des Vereins.
Im Sommer 2021 folgte zunächst der Wechsel ins Regionalligateam des Cottbusser Ligakonkurrenten FSV 63 Luckenwalde, bevor Schmahl sich 2022 der Zweitvertretung der TSG 1899 Hoffenheim anschloss. Zeitweise trainierte Schmahl mit der Bundesliga-Mannschaft und wurde dort in Testspielen eingesetzt.
In Hoffenheim spielte er auch wieder gemeinsam mit Fisnik Asllani, der bereits im Nachwuchs des 1. FC Union der gleichen Mannschaft wie Schmahl angehörte. Beide treten in der Saison 2024/25 nun für die SV Elversberg in der 2. Fußball-Bundesliga an. Schmahl wurde von Elversberg bis Sommer 2027 verpflichtet.